# Veldenija
Veldenija (lat. Weldenia), monotipaski rod trajnica iz porodice komelinovki. Jedina vrsta je W. candida koja raste po visokim planinama Gvatemale i Meksika. A prirodna staništa su joj obronci i krateri vulkana.
Vrsta je prvi puta opisana 1829., a u Kraljevski botanički vrt prvi puta donesena je iz Gvatemale sa stratovulkana Volcán de Agua. Rod je dobio ime u čast austrijskog vojnog časnika Ludwiga von Weldena